# Костевский сельский совет (Харьковская область)
Костовский сельский совет — входит в состав Валковского района Харьковской области Украины.
Административный центр сельского совета находится в селе Костов.

## История
- 1921 — дата образования.

## Населённые пункты совета
- село Костов
- село Гузовка
- село Колодковка
- село Семковка